# WSM (Hörfunksender)

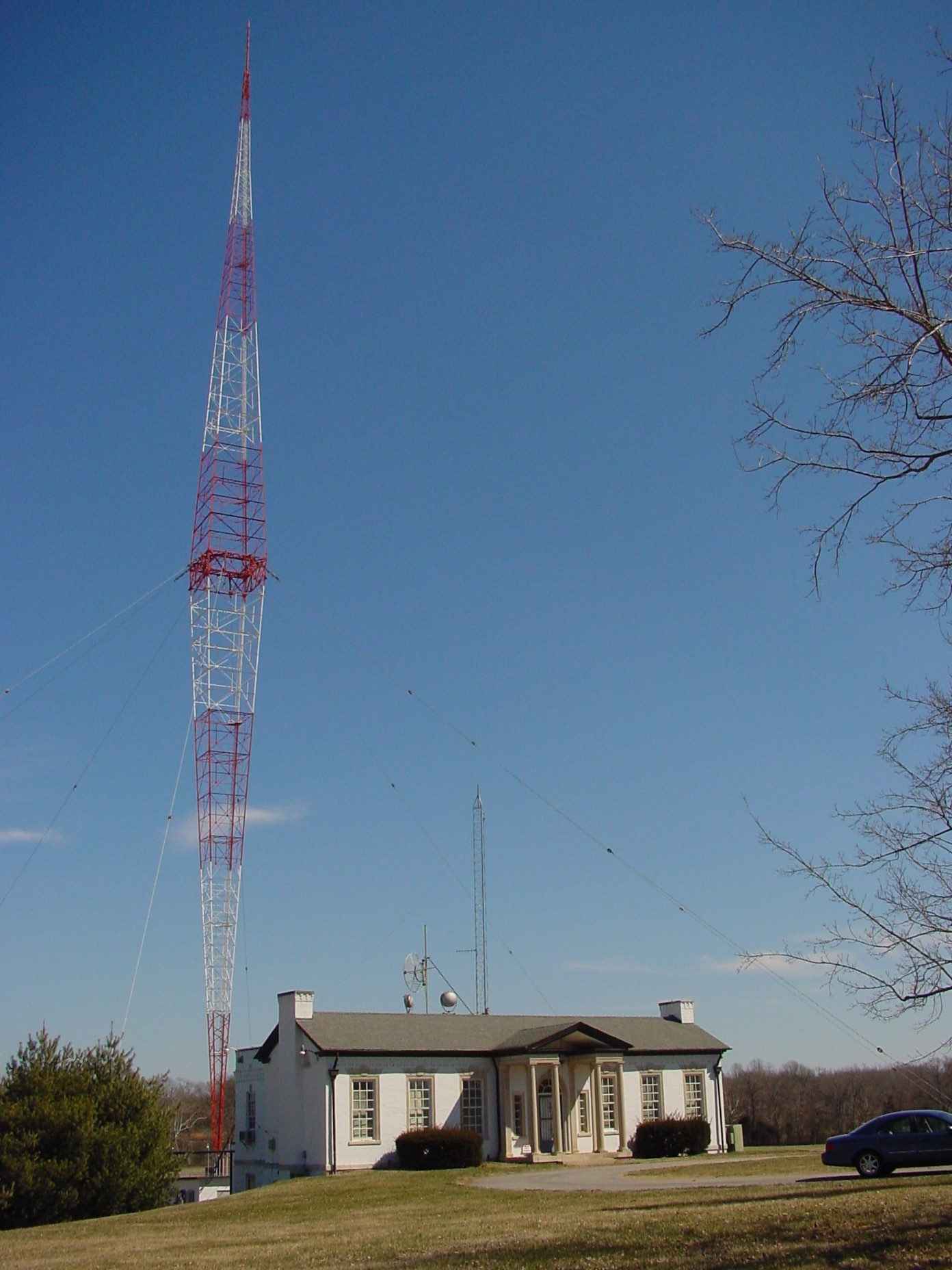
WSM-Mast, ein Blaw-Knox und das Sendegebäude in Brentwood, Tennessee – Bild 2002

WSM ist ein US-amerikanischer Radiosender mit einem Country-Programm aus Nashville im US-Bundesstaat Tennessee. WSM sendet seit 1925 und ist einer der ältesten Radiosender in den USA. Bis heute macht die legendäre Grand Ole Opry den Sender bekannt, die langlebigste Radioshow der US-Rundfunkgeschichte.
WSM sendet als Clear Channel auf Mittelwelle 650 kHz und ist für 50 kW Sendeleistung lizenziert. Sein Branding lautet: America's Country Music Station.

## Geschichte
Am 5. Oktober 1925 startete WSM seinen Sendebetrieb aus Nashville. Eigentümer und Betreiber des Senders war die Versicherungsgesellschaft National Life & Accident Insurance Company. Einen Monat nach Sendestart stieg George D. Hay als Programmdirektor bei WSM ein. Er galt als Förderer der Old-Time Music und gründete die Barn Dance Show, die Vorläuferin der Grand Ole Opry. Am 28. November 1925 trat der 77 Jahre alte Fiddler Uncle Jimmy Thompson als erster Künstler der Show auf. Seitdem wird die Show jeden Samstagabend gesendet.

## Quelle
1. ↑  WSM-AM 650 kHz Radio Station Information. In: radio-locator.com. Abgerufen am 20. August 2016.